# Hooper Atchley
Lemuel Hooper Atchley (30 aprile 1887 – Hollywood, 17 novembre 1943) è stato un attore statunitense.

## Biografia
Morì suicida a 56 anni negli USA.

## Filmografia parziale
- The Santa Fe Trail, regia di Otto Brower e Edwin H. Knopf (1930)
- Branded Men, regia di Phil Rosen (1931)
- Birthday Blues, regia di Robert F. McGowan (1932)
- Hell's House, regia di Howard Higgin (1932)
- Eroi senza patria (The Three Musketeers), regia di Colbert Clark e Armand Schaefer (1933)
- Mystery Mountain, regia di Otto Brower e B. Reeves Eason (1934)
- The Adventures of Rex and Rinty, regia di Ford Beebe e B. Reeves Eason (1935)
- Agguati (Behind the Green Lights), regia di Christy Cabanne (1935)
- Hearts in Bondage, regia di Lew Ayres (1936)
- La morte invisibile (Mr. Wong, Detective), regia di William Nigh (1938)
- Cipher Bureau, regia di Charles Lamont (1938)
- Vendetta (The Mystery of Mr. Wong), regia di William Nigh (1939)
- L'ora fatale (The Fatal Hour), regia di William Nigh (1940)
- The Gay Caballero, regia di Otto Brower (1940)
- Dick Tracy vs. Crime, Inc., regia di William Witney e John English (1941)
- Black Hills Express, regia di John English (1943)